# كيفن فولاند
كيفن فولاند (بالألمانية: Kevin Volland) هو لاعب كرة قدم ألماني في مركز الهجوم ولد في يوم 30 يوليو 1992 في بلدة ماركت أوبردورف في بافاريا في ألمانيا، يلعب حالياً مع موناكو وسبق له اللعب مع نادي ميونخ 1860 ونادي باير 04 ليفركوزن وبدأ باللعب مع منتخب ألمانيا لكرة القدم في 2014 ويبلغ طوله 179 سم.

## مسيرته الكروية
لعب كيفن فولاند خلال مسيرته الاحترافية مع 3 أندية في عشرة مواسم وسجل خلالها 97 هدفًا ضمن 304 مباراة. ولم يفز بأي موسم بالكأس أو بالدوري.
خاض كيفن فولاند مسيرته مع نادي ميونخ 1860 في موسم 2010–11 ولمدة موسمين، مشاركًا في 57 مباراة سجل خلالها 20 هدف. ثم انتقل إلى نادي هوفنهايم في موسم 2012–13 ليلعب معه أربعة مواسم، حيث شارك في 132 مباراة سجل خلالها 33 هدفًا. لينتقل بعدها إلى نادي باير 04 ليفركوزن في موسم 2016–17 ليلعب معه أربعة مواسم، مشاركًا في 115 مباراة سجل خلالها 44 هدفًا.

## روابط خارجية
- كيفن فولاند على موقع الاتحاد الأوربي (الإنجليزية)
- كيفن فولاند على موقع إي إس بي إن إف سي (الإنجليزية)
- كيفن فولاند على موقع قاعدة بيانات كرة القدم.إي يو (الإنجليزية)
- كيفن فولاند على موقع بيانات كرة القدم. دي إي (الألمانية)
- كيفن فولاند على موقع ليكيب (الفرنسية)
- كيفن فولاند على موقع ناشيونال فوتبول تيمز (الإنجليزية)
- كيفن فولاند على موقع Soccerbase.com (لاعب) (الإنجليزية)
- كيفن فولاند على موقع Soccerway.com (الإنجليزية)
- كيفن فولاند على موقع عالم كرة القدم.نت (الإنجليزية)
- كيفن فولاند على موقع AS.com (الإسبانية)